# Eurytoma neomexicana
Eurytoma neomexicana är en stekelart som beskrevs av Girault 1920. Eurytoma neomexicana ingår i släktet Eurytoma och familjen kragglanssteklar.
Artens utbredningsområde är Afghanistan. Inga underarter finns listade i Catalogue of Life.